# Kościół św. Jakuba w Norymberdze
Kościół św. Jakuba – gotycki kościół protestancki, znajdujący się w Norymberdze.

## Źródła
- Johann Christoph Ernst Lösch: Geschichte und Beschreibung der Kirche zu St. Jakob in Nürnberg, nach ihrer Erneuerung im Jahr 1824/25. Riegel und Wießner, Nürnberg 1825